# El año en el que el mundo cambió
El año en el que el mundo cambió, en Argentina, o El año que cambió a la Tierra, en México (en inglés: The Year Earth Changed) es un documental británico de 2021, producido por BBC Studios y presentado en la plataforma Apple TV+, narrado por David Attenborough y realizado por Tom Beard. La película plantea historias sobre la pandemia global de 2019 y cómo la cuarentena vio el resurgir la biodiversidad.

## Argumento
El documental muestra cómo durante el confinamiento de los humanos por la pandemia de covid 19, la naturaleza empieza a ocupar espacios urbanos. Muestra pingüinos africanos en Ciudad del Cabo, Sudáfrica; a los monos verdes y los guepardos en la reserva natural de Maasai Mara, en Kenia; las tortugas en las playas de Florida, Estados Unidos; los ciervos sika de Nara, Japón; las ballenas jorobadas que viajan de Hawái a la costa sureste de Alaska; los carpinchos en los barrios privados de Argentina.

## Producción
El documental fue producido durante el año 2020 por BBC Studios Natural History Unit, dirigido por Tom Beard y producido ejecutivamente producido por Mike Gunton y Alice Keens-Soper.

## Recepción
El año en el que el mundo cambió recibió críticas positivas de los críticos de cine. En el portal de internet IMDb tiene una puntuación de 8,5/10 basada en base a 859 votos de los usuarios. En Filmaffinity tiene una puntuación de 7,3/10 basada en base a 50 votos de los usuarios.